# Штрасбург (Укермарк)
Штрасбург (њем. Strasburg) град је у њемачкој савезној држави Мекленбург-Западна Померанија. Једно је од 54 општинска средишта округа Икер-Рандов. Према процјени из 2010. у граду је живјело 5.652 становника. Посједује регионалну шифру (AGS) 13062056.

## Географски и демографски подаци
Штрасбург се налази у савезној држави Мекленбург-Западна Померанија у округу Икер-Рандов. Град се налази на надморској висини од 60 метара. Површина општине износи 86,8 km². У самом граду је, према процјени из 2010. године, живјело 5.652 становника. Просјечна густина становништва износи 65 становника/km².

## Међународна сарадња
| Мјесто    | Држава   | Врста сарадње | Од    |
| --------- | -------- | ------------- | ----- |
|           | Пољска   | партнерство   | 1996. |
| Штрасбург | Аустрија | пријатељство  | 1992. |
| Извор     |          |               |       |